# 三里湾街道
三里湾街道，是中华人民共和国安徽省宿州市埇桥区下辖的一个乡镇级行政单位。

## 行政区划
三里湾街道下辖以下地区：
淮河路社区、纺织路社区、凤池社区和三里湾社区。